# Black Clover
Black Clover (яп. ブラッククローバー Буракку куро:ба:, «Чёрный клевер») — фентезийная сёнэн-манга за авторством Юки Табаты. Сюжет сосредоточен вокруг подростка по имени Аста. Манга публикуется в еженедельном журнале Weekly Shōnen Jump под издательством Shueisha. Началом аниме-адаптации стала односерийная OVA, вышедшая 27 ноября 2016 года. Его производством занималась студия XEBECzwei. 3 октября 2017 года состоялась премьера аниме-сериала, производством которого занимается Studio Pierrot.

## Сюжет
Однажды на людей напал могущественный демон. Казалось, что человечество будет уничтожено, но появился человек, который смог дать демону отпор и спас людей. Его прозвали Королём Магов.
Спустя 500 лет в одном церковном приюте росли сироты Аста и Юно, которых нашли у порога приюта. Юно — гений в магии, высокий и спокойный, а Аста — его полная противоположность, человек без магии, но с высокими физическими показателями, низкорослый и эмоциональный. В 15 лет каждый волшебник получает гримуар. Юно достался крайне редкий — четырёхлистный гримуар, Аста же не получил ничего. Но когда Юно попадает в беду, Аста пытается его спасти и неожиданно получает пятилистный гримуар, в котором, по легенде, живёт демон. Позже Аста и Юно обещают друг другу, что один из них станет Королём Магов, после чего они отправляются в столицу Королевства Клевер на отбор в рыцари-чародеи.

## Манга
Юки Табата опубликовал Black Clover в двенадцатом выпуске Weekly Shōnen Jump 16 февраля 2015 года. Она стала его второй работой в журнале после Hungry Joker (яп. ハングリー ジョーカー Хангури: Дзё:ка:), которая была запущена 12 ноября 2012 года. Hungry Joker насчитывает в себе 24 главы и выпускалась вплоть до отмены в 2013 году.
9 февраля 2015 г. Viz Media объявило, что опубликует первые три главы серии в цифровом журнале Weekly Shonen Jump в рамках своей программы «Jump Start». 30 марта 2015 г. оно объявило, что серия продолжит выходить в еженедельном формате начиная с 4-й главы. 9 октября 2015 г. на New-York Comic Con было официально заявлено, что серия будет выходить в бумажном варианте.
Со 2 февраля 2018 г. в журнале Shueisha Saikyō Jump начала публиковаться комедийная спин-офф манга «Аста стремится к титулу Короля Волшебников!» (яп. アスタくん魔法帝への道 Асута-кун махо:тэй э но мити), рисунком занимается Сэтта Кобаяси. 7 октября 2018 г. начала выходить манга по мотивам игры Black Clover: Quartet Knights.

## Аниме
Самая первая аниме-адаптация была показана на фестивале «Jump Fest» в ноябре 2016 года. Это была односерийная OVA, производством которой занималась студия XEBECzwei. Она шла в комплекте с 11 томом манги. Вторая OVA вышла 25 ноября 2018 года, её сняла студия Pierrot.
30 декабря 2016 года на «Jump Fest» было объявлено, что производством первого сезона аниме будет заниматься Studio Pierrot. Трансляция первой серии аниме состоялась 3 октября 2017 года на TV Tokyo. Изначально планировалось 13 эпизодов, но позже это число увеличили до 51. 3 сентября 2018 года Crunchyroll объявил, что «Чёрный клевер» продолжит транслироваться до 64 эпизода. 6 декабря 2018 года официальный Твиттер-аккаунт анонсировал, что адаптация продолжится сразу же после 64 серии. 12 февраля 2019 официальный сайт адаптации объявил, что в сериале Black Clover будет минимум 102 серии.
Crunchyroll транслирует серии в Японии, в то время как Funimation лицензировала их в Соединённых Штатах. Для России Crunchyroll предоставляет русские субтитры для каждой серии. Помимо этого, с 2019 года телеканал FAN начал транслировать сериал в России.
На 1 июля 2019 года запланировано начала показа короткометражных серий, выполненных в тиби-стиле. 2 октября 2019 года стало известно, что сериал был продлён до 154 серии.
2 февраля 2021 года было объявлено, что 30 марта 2021 года в эфир выйдет 170-й и последний эпизод аниме, объявление было продублировано после трансляции этой серии.
Начальная и завершающая темы:
1. Haruka Mirai (яп. ハルカミライ, рус. Далёкое Будущее) — исполнитель открывающей темы Kankaku Pierrot, Aoi Honoo (яп. 青い炎, рус. Тусклое пламя) — исполнитель закрывающей темы Itowokashi (эп. 1—13)
2. PAiNT it BLACK (рус. Закрась их чёрным) — исполнитель открывающей темы BiSH, Amazing Dreams (рус. Удивительные мечты) — исполнитель закрывающей темы SWANKY DANK (эп. 14—27)
3. Black Rover (рус. Чёрный скиталец) — исполнитель открывающей темы Vickeblanka, Black to the dreamlight (рус. Чернота для света мечты) — исполнитель закрывающей темы EMPiRE (эп. 28—39)
4. Guess Who is Back (рус. Угадайте, кто вернулся) — исполнитель открывающей темы Koda Kumi, four (рус. Четыре) — исполнитель закрывающей темы FAKY (эп. 40—51)
5. Gamushara (яп. ガムシャラ, рус. Безрассудно) — исполнитель открывающей темы Miyuna, Tenjou Tenge (яп. 天上天下, рус. Между небесами и землей) — исполнитель закрывающей темы Miyuna (эп. 52—64)
6. Rakugaki Page (яп. 落書きペイジ, рус. Страница каракулей) — исполнитель открывающей темы Kankaku Pierrot, My Song My Days (рус. Моя песня, мои дни) — исполнитель закрывающей темы SOLIDEMO with Sakuramen (эп. 65—76)
7. JUSTadICE (рус. Правосудие) — исполнитель открывающей темы Seiko Oomori (эп. 77—94), Hana ga Saku Michi (яп. 花が咲く道, рус. Дорога, где цветут цветы) — исполнитель закрывающей темы THE CHARM PARK (эп. 77—89)
8. Sky&Blue (рус. Синева неба) - исполнитель открывающей темы GIRLFRIEND (эп. 95—102), Against the gods (рус. Против Богов) — исполнитель закрывающей темы M-Flo (эп. 90—102)
9. RiGHT NOW (рус. Прямо сейчас) — исполнитель открывающей темы EMPiRE (эп. 103—115), Jinsei wa Senjō da (яп. 人生は戦場だ, рус. Жизнь — это поле битвы) — исполнитель закрывающей темы Kalen Anzai (эп. 103—115)
10. Black Catcher (рус. Чёрный ловец) — исполнитель открывающей темы Vickeblanka, New Page (рус. Новая страница) — исполнитель закрывающей темы INTERSECTION (эп. 116—128)
11. Stories (рус. Истории) — исполнитель открывающей темы Snow Man, Answer (рус. Разгадка) — исполнитель закрывающей темы Kaf (эп. 129—140)
12. Everlasting Shine (яп. 永遠に光れ, рус. Вечное сияние) — исполнитель открывающей темы TXT, A Walk (рус. Прогулка) — исполнитель закрывающей темы Gakuto Kajiwara (эп. 141—157)
13. Grandeur (рус. Величие) — исполнитель открывающей темы Snow Man, BEAUTIFUL (рус. Красивый) — исполнитель закрывающей темы TREASURE (эп. 158—170)

## Видеоигры
На «Jump Fest 2017» была анонсирована компьютерная игра Black Clover: Quartet Knights, которая вышла в Японии 13 сентября 2018 года для ПК и Play Station. Игра для смартфонов Black Clover: Dream Knights вышла в Японии 14 ноября 2018 года.

## Критика
Первый том достиг 23-го места в чарте еженедельной манги Oricon. Всего было продано 38 128 копий. Второй том был уже на 17-м месте с 61 918 копиями. Третий том на 17-м месте с 80 462 копиями. С каждым томом количество проданных копий только увеличивалось. По состоянию на январь 2019 манга насчитывает 7 млн экземпляров.